# Primavera, estiu, tardor, hivern i... primavera
Primavera, estiu, tardor, hivern i... primavera (títol original en coreà: Bom yeoreum gaeul gyeoul geurigo bom) és una pel·lícula sud-coreana dirigida per Kim Ki-duk i estrenada el 2003. Va ser protagonitzada per Su Oh-yeong, Kim Young-min, Seo Jae-kyung i Kim Jong-ho. La pel·lícula narra la història d'un monjo budista i el seu aprenent, qui viuen en un monestir que flota en un llac. Ha estat doblada al català.

## Argument
La pel·lícula està dividida en cinc parts, representades per diferents estacions de l'any. Cada estació reflecteix la situació que viu l'aprenent.

### Primavera
La primera part mostra als protagonistes de la pel·lícula, un monjo budista i el seu aprenent. Ambdós viuen en un monestir que flota en un llac ubicat a les muntanyes de Corea. La seva vida consisteix bàsicament a resar i meditar, sortint de vegades per recollir plantes medicinals i exercitar-se. Per traslladar-se entre el monestir i la vora del llac utilitzen un bot.
Un dia, mentre caminava per les muntanyes, l'aprenent lliga unes pedres a un peix, una granota i una serp. Tanmateix, mentre el nen reia pel que havia fet, el seu mestre l'observa en silenci. Durant la nit, el mestre agafa una gran roca i la lliga a l'aprenent mentre aquest dorm. Al matí, s'adona del que va succeir i li demana al seu mestre que l'alliberi. Però aquest li diu que només l'ajudarà si va on són els animals i desfà el que va fer el dia abans.
Abans d'anar-se'n, el mestre li adverteix que si troba algun dels animals mort, haurà de carregar amb una pesada pedra al seu cor durant la resta de la seva vida. En arribar als respectius llocs, només troba viva la granota, per la qual cosa el nen comença a plorar.

### Estiu
L'aprenent, que és ara un adolescent, veu dues dones (mare i filla) que es dirigeixen al monestir. Després de saludar-les, les guia cap a on és el seu mestre i descobreix que la filla estava malalta, per la qual cosa necessiten la seva ajuda. El mestre accepta cuidar-se d'ella i la mare se'n va. L'aprenent se sent atret per la jove, però és massa tímid. Amb el passar dels dies, ambdós es coneixen i mantenen una relació d'amagat. Tanmateix, són descoberts pel mestre, que porta la filla de tornada amb la seva mare. L'aprenent decideix fugir del monestir, emportant-se'n una estàtua de Buda que veneraven.

### Tardor
Anys després, el mestre descobreix que el seu aprenent havia assassinat la seva esposa, fugint del lloc i sent ara buscat per la policia. Dies després, l'aprenent, que ara té 30 anys, torna al monestir, portant encara el ganivet amb què va cometre el seu delicte. Encara mogut per la ira, l'aprenent intenta llevar-se la vida, cobrint els seus ulls, sentits, boca i nas en un ritual de suïcidi. El mestre ho impedeix i colpeja l'home, dient-li que no serà tan fàcil com ho va ser amb la seva esposa. Després d'això, el mestre li dona la tasca de tallar uns caràcters xinesos (que representen el Prajñāpāramitā Sūtra budista) que va escriure al terra del monestir. Mentre ho feia, arriben dos detectius que són rere la pista de l'assassí. Quan acaba la tasca de tallar els caràcters, tant els detectius com el mestre els pinten. Després d'això, els homes s'emporten l'aprenent sota arrest.
Després que marxin, el mestre realitza el mateix ritual de suïcidi que havia interromput, tapant els seus ulls, sentits, nas i boca amb paper i cremant-se al seu bot.

### Hivern
L'aprenent torna anys després al monestir. Amb el llac congelat, arriba caminant al lloc i descobreix el que el seu mestre havia fet. A partir d'aquell moment comença a entrenar i es dedica a la meditació, ocupant el lloc deixat pel seu mestre mort. Temps després, una dona arriba al monestir amb el seu fill en braços. La mare intenta fugir del monestir en mig de la nit, deixant el seu fill amb el monjo, però mor congelada després de caure al llac.

### …I primavera
Els últims minuts mostren com es torna a repetir el cicle, amb el monjo i el seu nou aprenent vivint en el monestir.

## Rebuda
La pel·lícula va obtenir una bona resposta per part de la crítica, rebent un 95% de comentaris positius -d'un total de 91 crítiques- en el lloc web Rotten Tomatoes, i una mitjana de 85/100 a Metacritic. A. O. Scott del The New York Times va escriure: «És una pel·lícula exquisidament simple... [Kim Ki-duk] aconsegueix aïllar l'essencial sobre la naturalesa humana i alhora, de manera més sorprenent, comprendre l'abast de l'experiència humana».

## Premis i nominacions
La pel·lícula va rebre diversos premis i nominacions:
| Any  | Premi                                                        | Categoria                             | Receptor(s)     | Resultat  |
| ---- | ------------------------------------------------------------ | ------------------------------------- | --------------- | --------- |
| 2006 | Premi Bodil                                                  | Millor pel·lícula no estatunidenca    | Kim Ki-duk      | Nominat   |
| 2006 | Robert Award                                                 | Millor pel·lícula no estatunidenca    | Kim Ki-duk      | Nominat   |
| 2006 | Sofia International Film Festival                            | Silver Sea-Gull                       | Kim Ki-duk      | Guanyador |
| 2005 | Premi Cóndor de Plata                                        | Millor pel·lícula de parla no hispana | Kim Ki-duk      | Guayador  |
| 2005 | Premio Chlotrudis                                            | Millor fotografia                     | Baek Dong-hyeon | Guanyador |
| 2005 | Premio Chlotrudis                                            | Millor pel·lícula                     | Kim Ki-duk      | Guanyador |
| 2004 | Festival Internacional de Cinema de Bangkok                  | Millor pel·lícula                     | Kim Ki-duk      | Nominat   |
| 2004 | Festival Internacional de Cine de Las Palmas de Gran Canaria | Lady Harimaguada                      | Kim Ki-duk      | Guanyador |
| 2004 | Premis Satellite                                             | Millor pel·lícula estrangera          |                 | Nominat   |